# 斯通切奇 (伊利諾伊州)
斯通切奇（英語：Stone Church）是位於美國伊利諾伊州華盛頓縣的一個非建制地區。該地的面積和人口皆未知。

## 地理
斯通切奇的座標為38°21′01″N 89°37′31″W / 38.35028°N 89.62528°W，而該地的平均海拔高度為140米（即459英尺）。